# Иса Хасанда
Иса Хасанда (индон. Isa Hasanda; 14 января 1941, Бима, Сумбава — 16 июля 2020, Денпасар) — индонезийский художник.

## Краткая биография
Бугиец по национальности. В 1954 г. перебрался на Бали к старшей сестре, там же окончил среднюю школу. В 1959—1964 гг. учился в Академии изобразительных искусств Индонезии в Джокьякарте. В 1961 г. вместе с другими студентами (Мисбах Тамрин, Амрус Наталша, Куслан Будиман, Адрианус Гумелар, и др.) создал художественную мастерскую «Буми Тарунг» (Земля борьбы) в Джокьякарте, которая находилась под эгидой «Общества народной культуры» (Лекра), примыкавшего к Компартии Индонезии. С 1961 г. стал принимать участие в выставках (выставка в библиотеке Джефферсона, 1961; в Галерее культуры, 1962 и др.).
После событий 30 сентября 1965 г. был репрессирован: первоначально находился в заключении в тюрьме Салемба и Тангеранге (1967—1973), затем в лагере на о. Буру (1973—1977). Его имя дважды упоминается в книге «Тихие пести немого» Прамудьи Ананта Тура, находившегося в том же лагере. Многие картины раннего периода не сохранились.
После освобождения принял католичество (поменял имя на Филгентиуса) и жил некоторое время в Джакарте, получал помощь друзей и организации «Международная амнистия». Затем переехал на о. Бали, где женился. В браке у него родились два сына. Жена и дети, однако, оставили его, и он оказался в доме для престарелых христианской миссии. Продолжал заниматься живописью, но не очень активно из-за того, что страдал астмой (с детства) и туберкулезом (приобретен на о. Буру). Тем не менее смог участвовать в трех выставках: в галерее Джоко Пекика (2004, Джокьякарта), и Национальной галерее (2008, 2011, Джакарта). Скончался от коронавируса.
Картины художника написаны главным образом в реалистической манере, некоторые, особенно раннего периода с налётом импрессионизма. Основные темы — жизнь простого народа. Среди наиболее известных: «Нусантарская трапеза», «Сукарно и Фидель Кастро», «Мать и дитя», «Женщина, сшивающая красно-белый флаг», «Завтрак в детском доме», «Продавец цветочных гирлянд», «Пейзаж» и др.

## Награды
- Включен в список 20 лучших художников страны (Национальный комитет по культуре, 1961)
- Победитель конкурса Академии изобразительных искусств Индонезии (1961, 1962)[3].